# Moana (del av en befolkad plats)
Moana är en del av en befolkad plats i Australien. Den ligger i kommunen Onkaparinga och delstaten South Australia, omkring 32 kilometer söder om delstatshuvudstaden Adelaide. Antalet invånare är 2 524.
Närmaste större samhälle är Morphett Vale, nära Moana. 
Trakten runt Moana består till största delen av jordbruksmark. Runt Moana är det ganska tätbefolkat, med 54 invånare per kvadratkilometer. Genomsnittlig årsnederbörd är 729 millimeter. Den regnigaste månaden är juni, med i genomsnitt 133 mm nederbörd, och den torraste är december, med 21 mm nederbörd.